# Dmitri Dorofeïev
Pour les articles homonymes, voir Dorofeïev.
Dmitri Anatolievitch Dorofeïev (en russe : Дмитрий Анатольевич Дорофеев — Dmitrij Anatol'evič Dorofeev), né le 16 novembre 1976 à Kolomna, est un patineur de vitesse russe.

## Palmarès
- Jeux olympiques
  -  Médaille d'argent sur 500 m en 2006, aux Jeux olympiques d'hiver de 2006 à Turin (Italie)